# Номерні знаки Мавританії

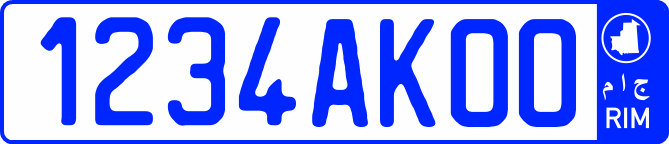
Регулярний номерний знак

Код Мавританії для міжнародного руху ТЗ — (RIM). Має значення «Республіка Ісламська Мавританія».

## Регулярні номерні знаки
Чинну схему регулярних номерних знаків Мавританії запроваджено 1981 року, чинний зовнішній вигляд номерні знаки набули у 1996 році. Схема повторює французьку систему FNI і має формат 1234АБ56, де 1234 — порядковий номер, АБ — серія, 56 — код регіону. Регулярні пластини мають біле тло з синіми знаками, синю кайму та синю стрічку праворуч на пластині, де розташовано зображення мапи країни в колі та код RIM з арабським дублюванням.

### Регіональне кодування
- 00 — Нуакшот
- 01 — Аль-Худд Аш-Шаркі
- 02 — Аль-Худд Аль-Гарбі
- 03 — Аль-Аасаба
- 04 — Куркуль
- 05 — Аль-Бракна
- 06 — Аль-Трарза
- 07 — Адрар
- 08 — Дахля Нуазібу
- 09 — Тагант
- 10 — Гідімага
- 11 — Тірис Зімур
- 12 — Інширі

## Інші формати

### Тимчасові туристичні номерні знаки
Ця категорія має формат А1234ТТ, де А — серія, 1234 — номер, ТТ — покажчик тимчасових туристичних номерних знаків. Пластини мають червоні символи на білому тлі та аналогічну синю стрічку праворуч .

### Державні номерні знаки
Урядові номерні знаки мають формат SG 1234, де SG — покажчик «урядової служби», 1234 — номер.

### Військові номерні знаки
Номерні знаки Збройних сил мають формат 123–456.
| 123-456 |

### Дипломатичні номерні знаки
Номерні знаки для дипломатів мають чорні символи на зеленому тлі та формат 12CD3456, де 12 — код дипломатичної місії, CD — покажчик дипломатичного корпусу, 3456 — номер.